# Massimo Martella
Massimo Martella (* 1961 in Tarent) ist ein italienischer Filmregisseur und Drehbuchautor.
Martella besuchte in Pisa Regiekurse von Paolo Benvenuti und legte zunächst einige Kurzfilme vor. 1987 diplomierte er im Regiefach am Centro Sperimentale di Cinematografia. Fünf Jahre später folgte sein Kinodebüt Il tuffo, der zu Zeiten der Kinokrise eine schwere Zeit in den Sälen hatte, jedoch bei den Filmfestspielen von Venedig bepreist wurde. 1997 folgte La prima volta, dann ein Drehbuch für Francesco Rosi. Nach L'ultima lezione, seinem dritten Film, schrieb er vor allem Bücher für Kriminalfernsehserien des italienischen Fernsehens.
Martella ist nicht zu verwechseln mit dem gleichnamigen Musiker.

## Filmografie (Auswahl)
- 1992: Der Sprung (Il tuffo)
- 1997: La prima volta
- 2001: L'ultima lezione